# III. Bonifác pápa
III. Bonifác (latinul: Bonifacius), (? – 607. november 12.) állhatott 66.-ként a keresztény egyház élére 607. február 19-én. Majdnem egyéves interregnum után foglalhatta el trónját Rómában. Energikus, hithű pápa volt, akinek rövid pontifikátusa fontos tartalommal telítődhetett. Korának egyik legjobb politikusaként is megemlékeznek róla kortárs írások.

## Élete
Görög származású család sarja, akik Rómában éltek. Apját Kataadioké Jánosnak hívták. Életének egyéb részleteiről nem tudunk sokat. Papi pályája I. Gergely pápa idején ívelt fel. A nagy pápa szentelte fel diakónussá Bonifácot, akiről a következőket írta: "Olyan ember, akinek több próbás hite és személyisége van". Így hamarosan nagy befolyást szerzett a római klérusban. 603-ban Gergely Konstantinápolyba küldte követeként. A császári udvarban Bonifác sokat beszélgetett Phocas császárral, és különlegesen nagy tapintatával és ügyességével elnyerte az uralkodó kegyét. Még Gergely uralkodása alatt latba is kellett vetnie minden diplomáciai érzékét. Korküra szigetén ugyanis Alcison püspököt törvénytelen úton Euriai János elűzte hivatalából. A bitorló püspököt a szlávok és avarok üldözték el országukból, és a rettegő püspök éppen Korküra szigetén találta meg a biztonságát. A törvénytelenséget a császári udvar sosem honorálta, de Phocas ezúttal kivételt tett, és kegyeibe fogadta az új püspököt. Erre Alcison Gergelyhez fellebbezett. A nagy pápa az ügyet Bonifácra bízta, aki nagyszerű vitában úgy szerzett érvényt akaratának, hogy közben megtartotta a császár kegyeit. Ennek később még igen nagy hasznát vehette.
606 februárjában meghalt Szabiniánusz pápa. A római zsinat pár nappal a temetés után megválasztotta Bonifácot a pápai szék örökösének. Mégis egy egész év telt el felszenteléséig. A történelem erre a miértre sem ad egyértelmű választ. Egyes források szerint Bonifácnak haza kellett utaznia Konstantinápolyból, és ez majdnem egy kerek évbe telt. Azonban van egy másik variáció is, amely jobban meg van alapozva. Eszerint Bonifác ragaszkodott ahhoz, hogy a pápaválasztás tisztaságát megőrizzék, és ezen felül azt is kérte a zsinattól, hogy a pápai hivatalt vonják meg tőle, ha nem teljesíti a hozzá fűzött reményeket. Erre azonban nem került sor, Bonifác talpraesetten bizonyította alkalmasságát a pápai trónon, így 607. február 19-én Róma püspökének szentelték fel.
Az egyház élén két fontos rendeletet is hozott, amelyet egy zsinat elfogadott. Mindkettő a pápaválasztással kapcsolatban adott útmutatásokat. Az első alapján ezentúl tilos volt egy pápa vagy akár egy püspök utódjáról vitázni, beszélni, amíg az illető hivatalban van. Ennek igazi célja az volt, hogy ne alakuljanak ki pártok míg a választás aktuálissá nem válik. A második rendelet pedig arról döntött, hogy a pápa halála után legkorábban három nappal lehet gondoskodni a trón betöltéséről. Ezek megszegése egyházi kirekesztéssel járt.
Talán ettől is fontosabb esemény volt Bonifác uralkodása alatt, hogy sikerrel kérte meg a császárt egyetemes hivatalának elismeréséről, tehát a konstantinápolyi pátriárka hasonló jogainak eltörléséről. Phocas rendeletben ismerte el, hogy "Péter apostol széke minden egyház feje." Ezzel hosszú évek múltán sikerült újra megerősíteni Róma primátusát Cyriacus pátriárkával szemben. Ezért szokták III. Bonifácot úgy emlegetni, mint a római katolikus egyház alapítóját.
Erős uralmának azonban hamar vége lett, még felszentelésének évében elragadta a halál. 607. november 12-én halt meg, testét a Szent Péter-bazilikában helyezték örök nyugalomra.

## Művei
- Documenta Catholica Omnia (latin nyelven). (Hozzáférés: 2011. december 6.)